# Kính viễn vọng Schmidt-Cassegrain

Đường ánh sáng trong kính viễn vọng Schmidt-Cassegrain

Kính viễn vọng Schmidt-Cassegrain là một kính viễn vọng catadioptric kết hợp đường quang của gương phản xạ Cassegrain với tấm chỉnh sửa Schmidt để tạo ra một thiết bị thiên văn nhỏ gọn sử dụng các bề mặt hình cầu đơn giản.

## Phát minh và thiết kế

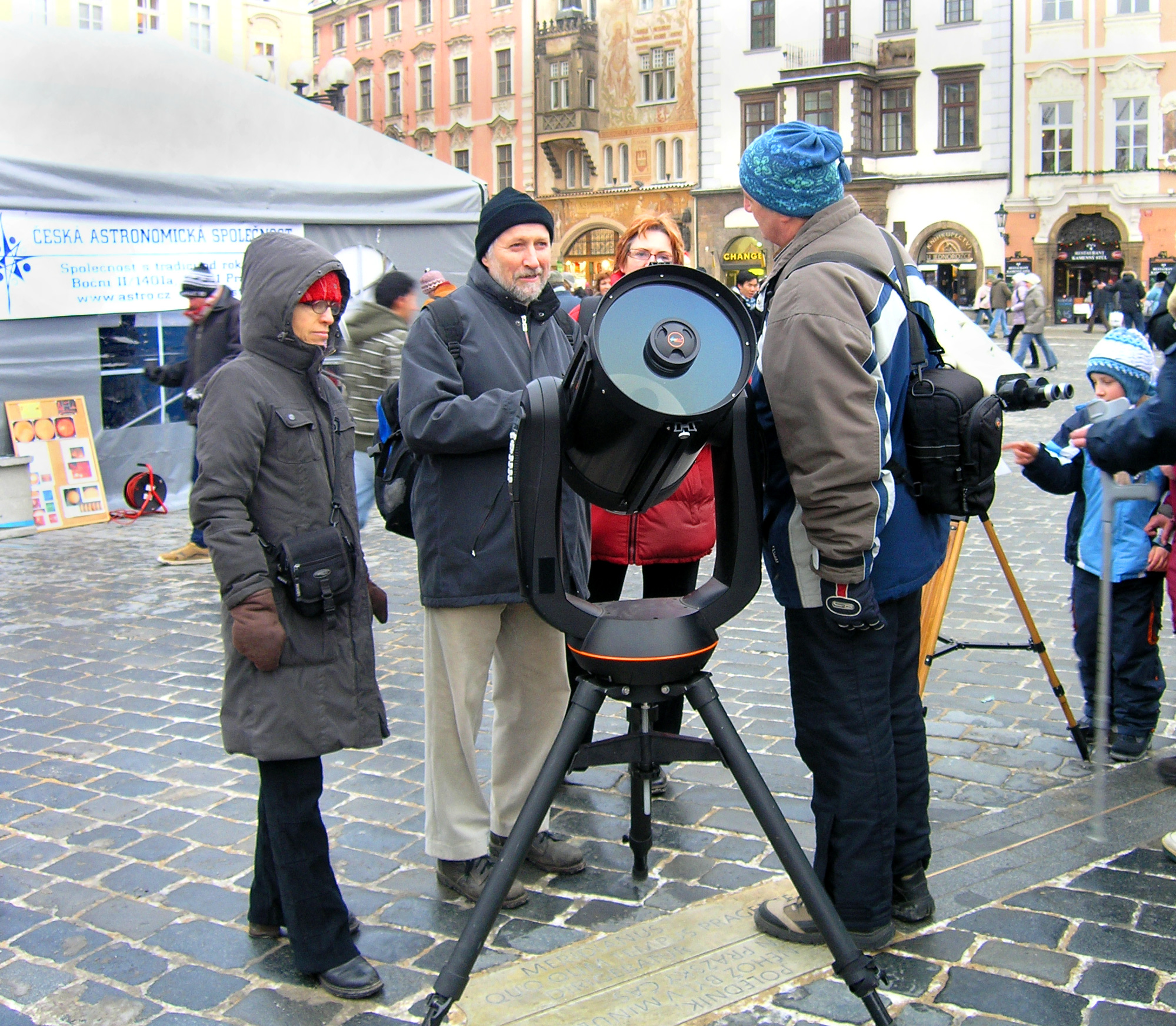
Mọi người trình diễn một chiếc kính thiên văn Cassegrain-Schmidt tại một buổi tụ tập vỉa hè

Nhà thiên văn học và nhà thiết kế ống kính người Mỹ James Gilbert Baker lần đầu tiên đề xuất một thiết kế Cassegrain cho máy ảnh Schmidt của Bernhard Schmidt vào năm 1940. Cửa hàng quang học tại Đài thiên văn Núi Wilson đã sản xuất chiếc đầu tiên trong Thế chiến II như một phần trong nghiên cứu của họ về thiết kế quang học cho quân đội. Giống như trong máy ảnh của Schmidt, thiết kế này sử dụng gương chính hình cầu và tấm chỉnh sửa Schmidt để điều chỉnh quang sai hình cầu. Trong cấu hình Cassegrain này, gương thứ cấp lồi đóng vai trò làm phẳng trường và chuyển tiếp hình ảnh qua gương chính được đục lỗ đến mặt phẳng tiêu cự cuối cùng nằm phía sau chính. Một số thiết kế bao gồm các thành phần quang học bổ sung (như làm phẳng trường) gần mặt phẳng tiêu cự. Kính viễn vọng lớn đầu tiên sử dụng thiết kế này là Kính thiên văn James Gregory năm 1962 tại Đại học St.

## Các ứng dụng
Thiết kế Cassegrain-Schmidt rất phổ biến với các nhà sản xuất kính viễn vọng tiêu dùng vì nó kết hợp các bề mặt quang học hình cầu dễ chế tạo để tạo ra một thiết bị có tiêu cự dài của kính viễn vọng khúc xạ với chi phí thấp hơn cho mỗi khẩu độ của kính viễn vọng phản xạ. Thiết kế nhỏ gọn này làm cho nó rất di động với khẩu độ nhất định của nó, điều này làm tăng thêm khả năng bán hàng - tăng thị phần của nó. Tỷ lệ f cao của chúng có nghĩa là chúng không phải là một kính viễn vọng trường rộng như máy ảnh Schmidt của chúng, nhưng chúng rất tốt cho bầu trời sâu trong phạm vi hẹp và quan sát hành tinh.